# Johannes Martini
Pour le peintre et illustrateur allemand, voir Johannes Martini (peintre).
Pour les articles homonymes, voir Martini.
Johannes Martini, né vers 1440 et mort fin 1497, est un compositeur de la Renaissance de l’école dite franco-flamande.

## Biographie
On sait peu de choses sur les premières années de sa vie et de sa carrière. Il reçut sans doute une éducation aux Pays-Bas, comme la plupart des compositeurs de sa génération. Certains biographes l’identifient avec un certain Ioannes Martinus, mentionné par un écrivain du XVIe siècle, Jacques de Meyere, comme ayant deux frères du nom de Thomas et Petrus, tous cantores (chantres) originaires d'Armentières. Un document précise le lieu d'origine du compositeur comme Luce ; si cela fait référence à Leuze-en-Hainaut, près de Tournai, ou à Leuze près de Namur est incertain.

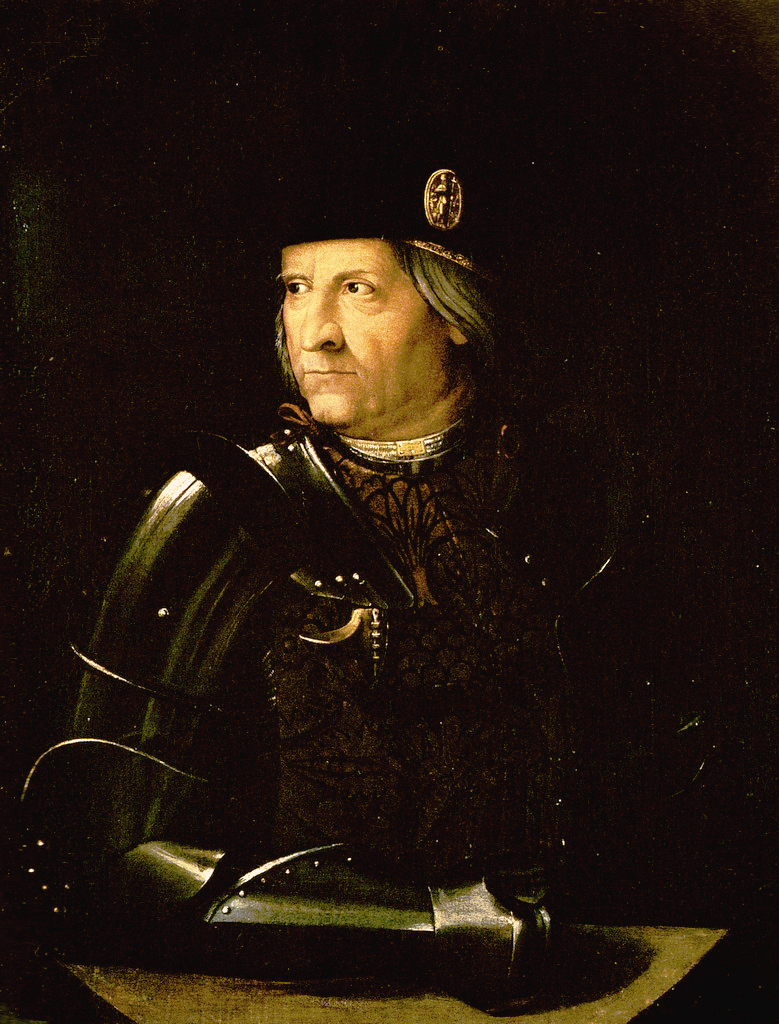
Hercule Ier d'Este, mécène de Johannes Martini. Portrait attribué à Dosso Dossi (Galleria Estense, Modena)

Dans une lettre du 10 décembre 1471, écrite par Hercule Ier d'Este de Ferrare à l'évêque de Constance, le duc nouvellement installé annonce son intention de créer une chapelle musicale à sa cour et d'embaucher un D. Martinus de Alemania, qui, quoique séjournant à Ferrare, était en service à Constance. On ignore si ce chanteur était le Johannes Martini, cantor capelle (chantre de la chapelle) qui demeurera plus tard à Ferrare. D'autre part, un document du 27 janvier 1473 nous apprend qu'un Giovanni d'Alemagna avait été installé à la chapelle ducale à Ferrare ; cela fait sans doute référence au compositeur. La longue association de Martini à la chapelle ducale commença sans doute au plus tard en janvier 1473 et dura, selon toute vraisemblance et à l'exception d'une brève interruption en 1474, jusqu'à sa mort. Il aurait donc trouvé, peu avant 1473, un emploi à la chapelle ducale de Ferrare, où Hercule Ier d'Este aspirait à atteindre, pour sa cour, un niveau de culture musicale comparable à celui de quelques autres centres aristocratiques de l’Italie.

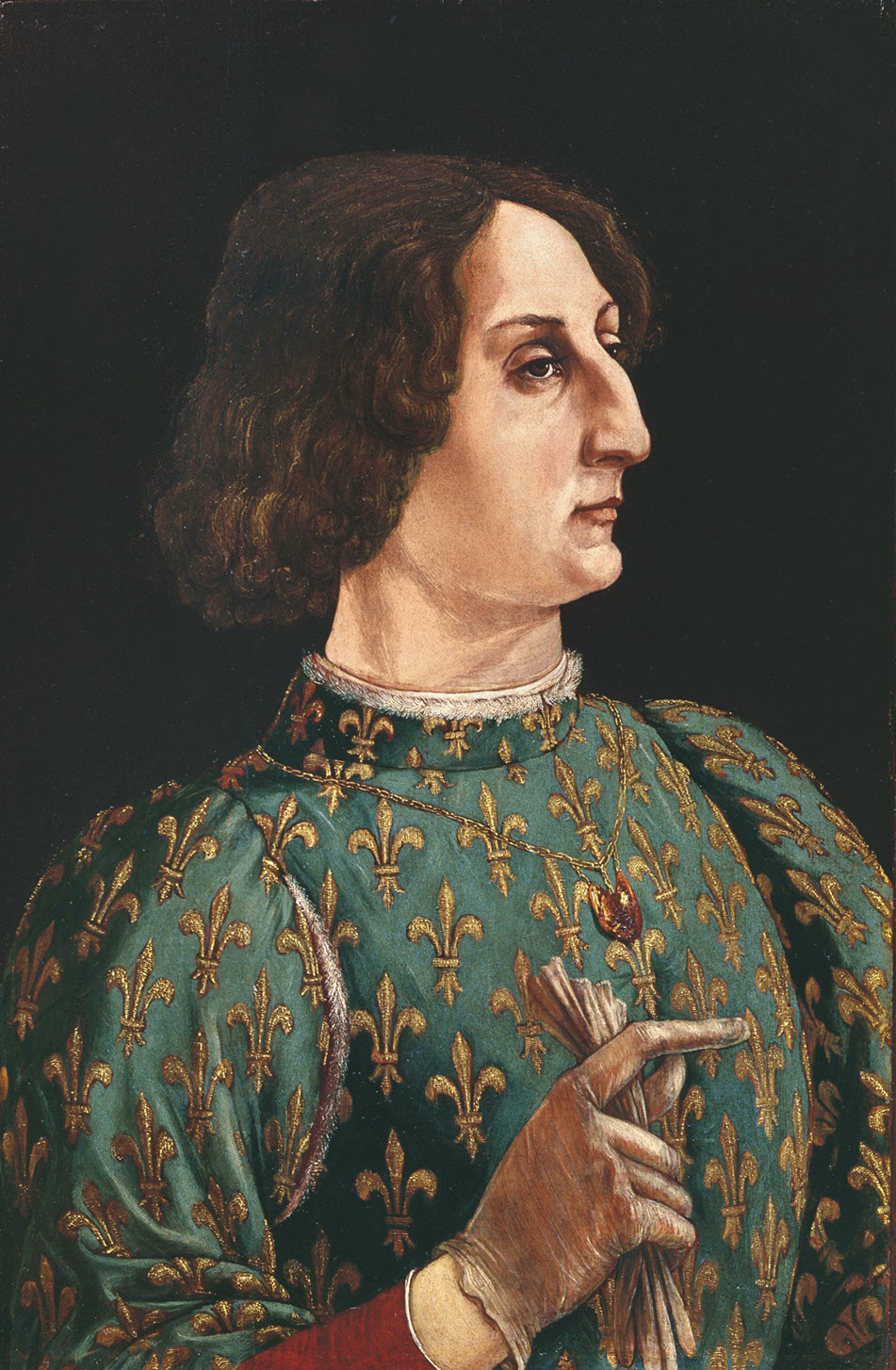
Galéas Marie Sforza, mécène de Johannes Martini, par Piero Pollaiuolo

Par un permis de voyage, délivré le 28 février 1474 par Galéas Marie Sforza, on est informé du bref passage du compositeur par la chapelle - rivalisant avec celle des Este - du duc Galéas à Milan, et de sa visite à Mantoue. Sur la liste des chanteurs de la chapelle des Sforza, établie le 15 juillet 1474, figurent Martini, Compère et Josquin ; tous trois ils reçurent l'allocation relativement modeste de cinq ducats par mois. Une précédente liste des chanteurs de la cour milanaise, compilée quelque part entre 1472 et 1474, ne comprend pas son nom, et les dossiers judiciaires montrent qu'il revint à Ferrare en novembre 1474. En juillet 1474, Martini devint membre de la chapelle, réputée, de la famille Sforza à Milan, comme le firent aussi Loyset Compère, Gaspar van Weerbeke et quelques autres compositeurs, originaires des Pays-Bas bourguignons, qui représentent la première vague de polyphonistes franco-flamands en Italie (cela, toutefois, sans tenir compte de la période située vers 1400 ni de la présence d'une personnalité comme Johannes Ciconia et de plusieurs autres compositeurs natifs des Pays-Bas et actifs en Italie à cette époque). En novembre, Martini revint à Ferrare. La cause de son départ, suivi de son retour, n’est pas connue. Mais comme la chapelle à Milan était la plus renommée de l’Europe, il est envisageable qu’il fît une prospection sur l'ordre de son employeur à Ferrare, afin de se perfectionner dans l'art du chant et dans la maîtrise de la composition. Quoi qu’il en soit, encore le 6 février 1477, il est répertorié comme ayant droit à un sauf-conduit, tout comme Japart, de Lannoy et Compère, pour quitter Milan après l’assassinat du duc Galéas en 1476
Pour 1479, il existe une preuve de paiement pour un Libro da canto da vespero per la capella … composto per Giovan Martin componitore (livre de chant des vêpres pour la chapelle, … composés par Johannes Martini, compositeur) ; ce qui correspond sans doute avec le grand manuscrit en deux volumes I-MOe ?.M.1.11-12. Ces deux volumes contiennent des psaumes de vêpres, des hymnes et des mises en musique du Magnificat attribuées à Johannes Martini et Giovanni Brebis, un autre membre de la chapelle de Ferrare. C'est l'un des plus anciens manuscrits connus contenant de la musique sacrée, en particulier des psaumes pour double chœur, et il reflète la répartition de la chapelle de la cour en un double chœur depuis les premières années du règne d'Hercule jusqu’en 1482, comme l’a souligné l'écrivain contemporain Giovanni Sabadino degli Arienti.
Les livres de comptes de l'établissement ducal de musique à Ferrare le mentionnent, dans ces années-là, comme Zohane Martini de Barbante ou de Brabantia et de Fiandra (donc de Brabant ou de Flandre, ce qui rend probable une origine néerlandophone)  et aussi comme Zohane Martino todescho cantadore compositore (donc un chanteur et compositeur d’origine allemande), le reconnaissant comme un compositeur occupant une position dirigeante dans la chapelle.
Martini fut bien récompensé par son employeur : non seulement reçut-il un salaire supérieur à la moyenne, mais aussi lui donna-t-on une maison à Ferrare et bénéficiait-il de revenus provenant de bénéfices obtenus pour lui avec l'aide du duc.
En 1486 (ou 1487) il voyagea en Hongrie en sa qualité de membre de la délégation de Ferrare à l’occasion de l’entrée en fonction de Hippolyte, second fils d'Hercule, en tant qu’archevêque de Strigonie. Il revint à Ferrare à l'automne de la même année. Encore en 1489, il est mentionné dans la correspondance entre le duc Hercule et la reine Béatrice de Hongrie comme un ami de Paul Hofhaimer, l'organiste qu'elle voulait à tout prix avoir à son propre service.
C'est la correspondance entre le duc Hercule et ses ambassadeurs à Rome qui a démontré que Martini se rendit à Rome, en février 1487 et de nouveau en novembre 1488, afin de négocier ses prétentions à certains bénéfices.
En 1491 et en 1492, Martini correspondait avec la fille d'Hercule, Isabelle d'Este ; il se peut que le compositeur ait été son professeur de musique avant qu’elle ait épousé François II Gonzague à Mantoue, le 15 février 1490. Martini prend aussi une place prépondérante dans une importante collection de chansons, portant les armes des deux familles Este et Gonzague et rassemblée à l’occasion et en l'honneur du mariage (I-Rc 2856).
Un portrait dont on a souvent cru qu’il représentait Martini se trouverait dans une initiale enluminée du folio 2v de I-Fn BR229 (imprimée dans Reese, pl.III), mais Brown a jeté un doute sur cette question dans son édition du manuscrit.

## Œuvre

### Remarques générales
Martini a composé aussi bien de la musique sacrée que de la musique profane. La prééminence des messes sur les motets est plus caractéristique de la génération d’un Dufay tardif ou d'un Ockeghem que de celle de Josquin. Comparé à Josquin, Martini donne l'impression d'être un musicien plus conservateur qui attache plus d’importance aux dispositifs structuraux qu’à l'expression du texte.
Sa musique profane comprend des mises en musique à trois voix de textes français, ainsi que de textes italiens à trois ou quatre voix.
Caractéristiques de sa musique sont d’habiles dispositifs imitatives et un style contrapuntique élaboré où cela convient au genre (comme dans ses messes et motets) ; Martini a intensivement recours à la répétition à petite échelle de motifs et de l'écriture séquentielle, qui se rapproche parfois fort de celle d’Obrecht. D'autre part, ses psaumes pour les vêpres sont écrits, avec Brebis, dans un style homophonique simple approprié à leurs fonctions liturgiques.
Martini composa des messes, des motets, des psaumes, des hymnes et des œuvres profanes, y compris des chansons. Le style conservateur de sa musique se rapproche de celui de l'École bourguignonne, plus ancienne, ce qui est surtout audible dans ses messes. Quelques ressemblances stylistiques avec l'œuvre d’Obrecht pourraient indiquer que les deux compositeurs se sont connus. On ne peut exclure que Martini ait vu des partitions d’Obrecht. En 1487, Obrecht demeura à Ferrare et ses compositions circulèrent déjà en Italie au début des années 1480.
Certains des exemples précoces du genre de la messe paraphrase furent écrits par Martini. Ses messes dominicalis et ferialis, hypothétiquement datées dans les années 1470 au plus tôt, emploient des techniques de paraphrase dans la voix du ténor, qui est généralement la partie qui porte le cantus firmus. La messe contient le même matériau mélodique dans les autres voix, à l’endroit où commence l'imitation. Au début du XVIe siècle, la technique de la paraphrase s’apprêta à devenir la formule la plus courante pour composer un cycle de messe.
Bien que Martini fût un compositeur prolifique de messes relativement conservatrices, il était également le premier compositeur à composer des psaumes pour double chœur antiphonique. Ce style, qui ne devint en vogue que soixante-dix ans plus tard, en particulier à Venise sous Adrien Willaert, ne semble pas avoir eu beaucoup d’adeptes en son temps, même si ce fut une innovation remarquable.
Ses œuvres profanes comprennent des mises en musique de chansons sur des paroles françaises et Italiennes. Une curiosité particulière dans l’œuvre est Fuge la morie, composition conservée dans trois sources différentes, cependant sans notation des paroles, c'est-à-dire dans la mesure où, à la différence des deux manuscrits italiens, celui de Ségovie - quelque peu plus récent - est doté d’un incipit en moyen néerlandais, Scoen Kint, les autres paroles de la chanson étant manquantes.

### Œuvres

#### Musique sacrée
Éditions : 
- Johannes Martini, Magnificat e messe, éd. B. Disertori, AMMM, xii (1964) [D];
- A Florentine Chansonnier from the Time of Lorenzo the Magnificent, Florence, Biblioteca Nazionale Centrale, MS Banco Rari 229, éd. H.M. Brown, MRM, vii (1983) [B]

##### Messes
Édition : Johannes Martini, The Masses, éd. E. Moohan & M. Steib, RRMMA, xxxiv-xxxv (1999), 34-5 [toutes les messes et information complète sur les sources]
- Missa ‘Cela sans plus’, à quatre voix (sur la chanson de Lannoy) ;
- Missa ‘Coda di pavon’, à quatre voix (sur Der Pfoben Scwancz de Barbingant) ;
- Missa ‘Cucu’, à quatre voix, éd. dans DTÖ, cxx (1970) ;
- Missa ‘Dio te salvi Gotterello’, à quatre voix ;
- Missa dominicalis, à quatre voix ;
- Missa ferialis, à quatre voix (seuls Kyrie, Sanctus et Agnus Dei) ;
- Missa [‘In Feuers Hitz’], à trois voix ;
- Missa ‘Io ne tengo quanto a te’, à quatre voix, D ;
- Missa ‘La martinella’, à quatre voix (sur sa propre chanson) ;
- Missa ‘Ma bouche rit’, à quatre voix, deux versions, une éd. dans D (sur la chanson d’Ockeghem) ;
- Missa ‘Or sus, or sus’, à quatre voix (sur une chanson anonyme).

##### Psaumes
Psaumes, tous dans I-MOe ?.M1.11-12
- Ad Dominum cum tribularer (Ps cxix), à deux voix ;
- Ad te levavi (Ps cxxii), à deux voix ;
- Beati omnes (Ps cxxvii), à deux voix ;
- Beatus vir (Ps cxi), à deux voix ;
- Benedictus Dominus Deus Israel (Luke i.68-79), à trois voix ;
- Benedictus Dominus Deus meus (Ps cxliii), à deux voix ;
- Cantemus Domino (Exode xv.1-18), à trois voix ;
- Confitebimur tibi, Deus (Ps lxxiv), à trois voix ;
- Confitebor tibi … in consilio (Ps cx), à trois voix ;
- Confitebor tibi … quoniam audisti (Ps cxxxvii), à deux voix ;
- Confitemini Domino (Ps cxxxv), à deux voix ;
- Conserva me Domine (Ps xv), à trois voix ;
- Credidi (Ps cxv), à deux voix ;
- Cum invocarem (Ps iv), à trois voix ;
- De profundis clamavi (Ps cxxix), à deux voix ;
- Deus, Deus meus, ad te (Ps lxii), à trois voix ;
- Deus, Deus meus, respice (Ps xxi), à deux voix ;
- Deus in adiutorium (Ps lxix), à trois voix ;
- Deus in nomine tuo (Ps liii), à trois voix ;
- Deus, iudicium tuum (Ps lxxi), à trois voix ;
- Deus ultionum Dominus (Ps xciii), à trois voix ;
- Dilexi quoniam (Ps cxiv), à deux voix ;
- Dixit Dominus (Ps cix), à deux voix ;
- Domine, audivi (Habacuc iii. 2-19), à trois voix ;
- Domine, clamavi ad te (Ps cxl), à deux voix ;
- Domine Deus, salutis meae (Ps lxxxvii), à trois voix ;
- Domine, exaudi orationem meam (Ps cxlii), à trois voix ;
- Domine, ne in furore tuo (Ps xxxvii), à trois voix ;
- Domine non est exaltatum (Ps cxxx), à deux voix ;
- Domine, probasti me (Ps cxxxviii), à deux voix ;
- Domine, quis habitabit (Ps xiv), à trois voix ;
- Domine, refugium tu factus es (Ps lxxxix), à trois voix (inc.) ;
- Domini est terra (Ps xxiii), à trois voix ;
- Dominus, illuminatio mea (Ps xxvi), à trois voix ;
- Ecce quam bonum (Ps cxxxii), à deux voix ;
- Ego dixi in dimidio (Isaïe xxxviii.10-20), à trois voix ;
- Eripe me de inimicus (Ps lviii), à trois voix ;
- Eripe me Domine (Ps cxxxix), à deux voix ;
- Exaltabo te Deus meus (Ps clxiv), à deux voix ;
- Exaltabo te Domine (Ps xxix), à trois voix ;
- Expectans expectavi (Ps xxxix), à trois voix ;
- In convertendo (Ps cxxv), à deux voix ;
- In exitu Israel (Ps cxiii), à trois voix ;
- In te, Domine, speravi (Ps lxx), à trois voix ;
- Judica me, Deus (Ps xlii), à deux voix ;
- Laetatus sum (Ps cxxi), à deux voix ;
- Lauda, anima mea (Ps cxlv), à deux voix ;
- Lauda, Jerusalem (Ps cxlvii), à deux voix ;
- Laudate Dominum de caelis (Pss clxviii-cl), à trois voix ;
- Laudate Dominum, omnes gentes (Ps cxvi), à deux voix ;
- Laudate Dominum, quoniam bonus est (Ps cxlvi), à deux voix ;
- Laudate nomen Domini (Ps cxxxiv), à deux voix ;
- Laudate pueri (Ps cxii), à deux voix ;
- Levavi oculos meos (Ps cxx), à deux voix ;
- Memento, Domine, David (Ps cxxxi), à deux voix ;
- Miserere mei, Deus (Ps l), à trois voix ;
- Nisi Dominus (Ps cxxvi), à deux voix ;
- Nisi quia Dominus (Ps cxxiii), à deux voix ;
- Notus in Judaea Deus (Ps lxxv), à deux voix ;
- Quam bonus Israel (Ps lxxii), à trois voix ;
- Quare fremuerunt gentes (Ps ii), à trois voix ;
- Qui confidunt (Ps cxxiv), à deux voix ;
- Saepe expugnaverunt me (Ps cxxviii), à deux voix ;
- Salvum me fac, Deus (Ps lxviii), à trois voix ;
- Super flumina Babylonis (Ps cxxxvi), à deux voix ;
- Ut quid, Deus (Ps lxxiii), à trois voix ;
- Voce mea ad Dominum … deprecatus sum (Ps cxli), à deux voix ;
- Voce mea ad Dominum … et intendit mihi (Ps lxxvi), à trois voix.

##### Hymnes
Par Martini et Johannes (Giovanni) Brebis
Toutes dans I-MOe ?.M.1.11-12 ; toutes à trois voix ;
- Audi benigne conditor (les vers pairs par Martini) ;
- Aures ad nostras (pairs) ;
- Deus tuorum militum (pairs) ;
- Exultet celum laudibus (impairs, pairs) ;
- Iste confessor (impairs ; vers pairs manquants) ;
- Jesu corona virginum (impairs ; vers pairs manquants) ;
- Sanctorum meritis (pairs) ;
- Vexilla regis prodeunt (pairs).

##### Autres œuvres sacrées
- Magnificat tertii toni, à quatre voix, D-Mbs 3154, I-Md 1 [2269], VEcap DCCLIX, éd. in Cw, xlvi (1937) ;
- Magnificat tertii toni faulx bourdon, à quatre voix, MOe ?.M.1.11-12, Rvat C.S.15 ;
- Magnificat quarti toni, à quatre voix, D-Mbs 3154, I-Rvat C.S.15 ;
- Magnificat sexti toni, à quatre voix, D-Mbs 3154, I-Rvat C.S.15 ;
- Magnificat octavi toni (i), à quatre voix, Md 1 [2269], D ;
- Magnificat octavi toni (ii), à quatre voix, D-Mbs 3154 (inc.) ;
- Jesum Nazarenum (Passion selon saint Jean), 1-à quatre voix, I-MOe ?.M.1.11-12 ;
- Ut quid perditio (Passion selon saint Matthieu), 1-8vv, MOe ?.M.1.11-12 ;
- Ave decus virginale, à quatre voix, 15031 ;
- Ave maris stella, à quatre voix, D-Mbs 3154 (deux copies), éd. in Cw, xlvi (1937) ;
- Da pacem, Domine, à quatre voix, Dl 1/D/505 ;
- Domine, non secundum peccata nostra, à trois voix, I-MOe ?.M.1.11-12 ;
- Festum nunc celebre, à quatre voix, D-Mbs 3154 ;
- Levate capita vestra, à quatre voix, 15052 ;
- O beate Sebastiane, à quatre voix, 15052 ;
- O intemerata [= Der newe Pawir Schwanz], à trois voix, Glogauer Liederbuch (chansonnier de Głogów, olim Berlin, Preussische Staatsbibliothek, MS 40098; aujourd’hui en PL-Kj), E-SE s.s., I-Fn B.R.229, B ;
- Salve regina, à quatre voix, D-Dl 1/D/505, Mbs 3154, I-Rvat C.S.15, éd. in Cw, xlvi (1937) ;

- Hymnorum liber I (Venise, 1507), ouvrage perdu.

#### Musique profane
Édition : Johannes Martini, Secular Pieces, éd. E. Evans, RRMMA, i (1975) [toutes les œuvres profanes et informations complètes sur les sources]
- Biaulx parle tousjours, à trois voix, I-Rc 2856 ;
- De la bonne chiere, à trois voix, Rc 2856, éd. dans Karp ;
- Des biens d´Amours [= Ave amator ; Omnis habet finem], à trois voix, deux versions, Rc 2856, onze autres sources, B ;
- Fault il que heur soy, à quatre voix ;
- Fortuna disperata, à quatre voix, Rc 2856 ;
- Fortuna d´un gran tempo, à quatre voix, B ;
- Fuga a 4, Rc 2856 (sans texte) ;
- Fuge la morie [= Scoen kint], à trois voix, Rc 2856, B ;
- Helas coment aves, à trois voix, deux versions, B ;
- Il est tel, à trois voix, Rc 2856, B ;
- Il est tousjours, à trois voix, Rc 2856, B ;
- J´ay pris Amours, à trois voix, deux versions, B ;
- Je remerchie Dieu [= Se mai il cielo], Rc 2856, B ;
- La fleur de biaulté, à quatre voix ;
- La martinella, à trois voix, Rc 2856, treize autres sources, B (sans paroles ; composition également attribuée à Isaac) ;
- La martinella pittzulo, à trois voix, Rc 2856, B (sans texte) ;
- Le pouverté, à trois voix, Rc 2856 ;
- L´espoir mieulx, à trois voix, Rc 2856, B ;
- Nenciozza mia, à quatre voix, D;
- Non per la, à trois voix, Rc 2856 ;
- Non seul uno, à quatre voix, Rc 2856 ;
- Per faire tousjours [= O di prudenza fonte], à trois voix, Rc 2856, B ;
- Que je fasoye, à trois voix, Rc 2856 ;
- Sans fin [siens] du mal, à trois voix, Rc 2856 ;
- Tant que Dieu voldra, à trois voix, Rc 2856, B ;
- Tousjours bien, à trois voix, Rc 2856, éd. in Chilesotti ;
- Tousjours me souviendra, à trois voix, Rc 2856 ;
- Tout joyeulx, à trois voix, Rc 2856 ;
- Tres doulx regart, à trois voix, B ;
- Vive, vive, à trois voix, [= Garde vous donc ; Martinella], Rc 2856, B.

#### Autres

##### Œuvres sans paroles
- Quatre œuvres sans paroles, à trois voix, B;
- Œuvre sans titre et sans paroles, à quatre voix, B
- Quatrième voix ajoutée à une composition de Lannoy, dans le Glogauer Liederbuch (chansonnier de Głogów), éd. dans MRM, ii (1967)

##### Attributions douteuses
- Missa ‘Au chant de l´alowete’, à quatre voix, anonyme dans I-Rvat S Pietro B80, attribuée à Martini dans Reynolds, 1995 ;
- Missa de Beata Virgine, à quatre voix, anonyme dans Rvat C.S.35, VEcap DCCLXI, attribuée à Martini in Llorens, 1960 (seulement Kyrie, Gloria) ;
- Missa ‘La mort de St Gotharda’, à quatre voix, anonyme in MOe ?.M.1.13, attribuée à Martini in Nitschke ;
- Missa ‘Nos amis’, à quatre voix, anonyme in MOe ?.M.1.13, attribuée à Martini in Nitschke ;
- Missa ‘O rosa bella’ III, à quatre voix, 2 versions, éd. in DTÖ, xxii, Jg.xi/1 (1904/R), anonyme in MOe et full source information ?.M.1.13, anonyme in CZ-Ps D.G.IV.47, I-TRbc 1376 [89], attribuée à Martini dans Strohm, 1985 ; disputée par Steib, 1996
- Missa ‘Regina celi’, Gloria, Credo, à quatre voix, anonyme in TRbc 1378 [91], attribuée à Martini et éd. dans Leverett, 1990 ;
- Perfunde celi rore, à quatre voix, anonyme in TRbc 1378 [91], attribué à Martini et éd. dans D (sans doute écrit en 1473 en l’honneur du mariage d’Hercule Ier d'Este et Éléonore de Naples) ;
- Cayphas, à trois voix, éd. in RRMMA, i (1975), composition attribuée à Martini et Compère in E-SE s.s. ;
- J´ay pris Amours, à trois voix, éd. H. Hewitt, Ottaviano Petrucci: Harmonice musices odhecaton A (Cambridge, MA, 1942), chanson attribuée à Martini dans SE s.s., attribuée à Busnoys dans 15011 ;
- Je bandone, à trois voix, anonyme in I-Rc 2856, chanson attribuée à Martini dans Wolff, 1970 ;
- Malheur me bat, à trois voix, B, éd. in RRMMA, i (1975), chanson attribuée à Martini in Fn B.R.229, Rvat C.G. XIII.27, attribuée à Ockeghem dans –15011, chanson attribuée à Malcort in I-Rc 2856, anonyme dans quatre autres sources et deux tablatures.